# Operazione Simoom
L'operazione Simoom è un'operazione condotta dai Servizi Segreti polacchi in Iraq nel 1990.
Nei primi mesi del 1990 la CIA chiese ai servizi segreti degli alleati europei di contribuire al recupero di 6 spie americane (alcune della CIA, altre della DIA) che spiavano i movimenti delle truppe irachene prima della Guerra del Golfo. Dato l'alto rischio dell'operazione, paesi come l'Unione Sovietica, la Francia e il Regno Unito rifiutarono di aiutare gli Stati Uniti. Solo la Polonia accettò nonostante il pericolo: se gli agenti fossero stati scoperti, era altamente probabile che tutte le spie sarebbero state giustiziate.
La Polonia aveva contatti in tutto l'Iraq perché molte compagnie polacche avevano lavorato o lavoravano nel paese. Sfruttando questo vantaggio il governo inviò alcuni agenti per occuparsi del recupero. Il comando dell'operazione venne dato a Gromosław Czempiński che aveva agito come spia per conto della Repubblica Popolare di Polonia negli Stati Uniti durante la guerra fredda. Il piano escogitato da Czempiński prevedeva di prendere contatto con le spie nascoste e consegnare loro dei passaporti polacchi per farli tornare in patria spacciandoli per lavoratori di ritorno a casa.
L'operazione ebbe inizio dopo che le 6 spie americane riuscirono a sopravvivere per settimane a Baghdad e in Kuwait. Durante questo periodo però gli iracheni cominciarono a sospettare qualche sorta di legame tra gli Stati Uniti e la Polonia.
Le spie statunitensi vennero raggruppate in un campo di lavoro e vennero consegnati loro i falsi passaporti. Furono portati via dal campo con un autobus. Si narra che al momento di valicare la frontiera il gruppo abbia incontrato un ufficiale iracheno che aveva studiato in Polonia e parlava il polacco molto bene. La guardia rivolse domande in polacco alle spie americane, rischiando di far fallire l'intera operazione. Una delle versioni afferma che l'americano fece finta di essere pesantemente ubriaco, mentre un'altra versione sostiene che la spia in questione svenne. Nonostante l'imprevisto l'autobus riuscì a passare il confine indenne e le spie poterono trovare salvezza in Turchia da dove raggiunsero i rispettivi paesi. Oltre alle spie vennero portate in Turchia diverse mappe delle infrastrutture irachene indispensabili per l'operazione Desert Storm.
Come ricompensa per il salvataggio degli agenti, gli Stati Uniti cancellarono metà del debito estero polacco che ammonta a 16,5 miliardi di dollari.
In almeno altre due operazioni, i polacchi aiutarono 15 agenti stranieri, in maggioranza britannici, a fuggire dall'Iraq dove erano tenuti ostaggi per scoraggiare un'invasione della Coalizione.